# Borowa Oleśnicka
Borowa Oleśnicka – stacja kolejowa w Borowej, w województwie dolnośląskim, w Polsce. Znajdują się tu 2 perony. Na stacji zatrzymują się pociągi osobowe do Wrocławia oraz Poznania i Kluczborka.

## Ruch pasażerski
| Rok  | Wymiana pasażerska na dobę |
| ---- | -------------------------- |
| 2017 | 150-199                    |
| 2022 | 300-499                    |